# قله کاشاتاغ
قله کاشاتاغ (ارمنی: Քաշաթաղ) کوهی که در استان گغارکونیک در کشور ارمنستان واقع شده است و ۲٬۹۰۱ متر از سطح دریا ارتفاع دارد. قله کاشاتاغ در رشته‌کوه سوان قرار دارد.